# Erich Hering (Maler)
Erich Hering (* 5. Juli 1923 in Reinhardtsdorf; † 22. Dezember 1978 in Kleingießhübel) war ein deutscher Maler und Grafiker.

## Leben

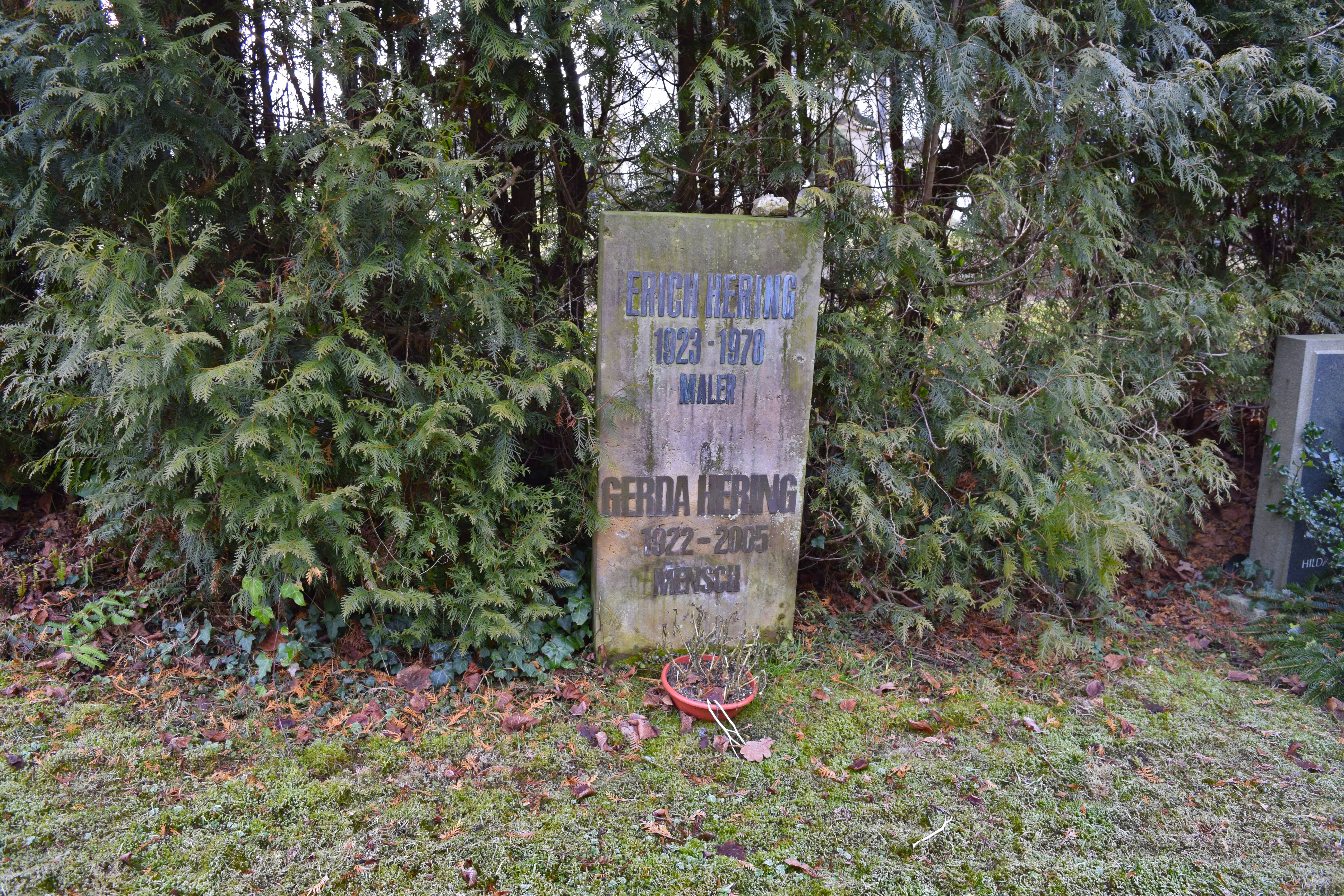
Grabstein des Portrait-Malers Erich Hering

Hering absolvierte eine Lehre als Dekorationsmaler. Ab 1941 studierte in Dresden er an der Staatlichen Akademie der bildenden Künste, bis er 1942 zum Kriegsdienst einberufen wurde. Nach der Rückkehr aus der Kriegsgefangenschaft studierte er wieder von 1947 bis 1952 an der Dresdener Hochschule für Werkkunst bzw. Hochschule für Bildende Künste, u. a. bei Carl Rade (1878–1954), Fritz Dähn und Rudolf Bergander. Von 1953 bis 1957 war er dort Aspirant und bis 1964 Dozent. Einer seiner Schüler war Eberhard von der Erde. 
Zu den in dieser Zeit meistreproduzierten Werken gehörte Herings auf der Dritten Deutschen Kunstausstellung gezeigtes Gemälde Nationalpreisträger Erich Wirth mit seinem Kollektiv (1953, Öl, 150 × 200 cm; Deutsches Historisches Museum).
Ab 1963 war Hering freischaffend und ab 1969 Oberassistent und Dozent an der späteren Kunsthochschule Weißensee. Er war Mitglied des Verbands Bildender Künstler der DDR. Studienreisen führten ihn nach Rumänien und Bulgarien.
Die Grabstätte Herings befindet sich auf dem Friedhof Reinhardtsdorf-Schöna.

## Weitere Werke (Auswahl)
- Mädchenbildnis (Öl, 65 × 80 cm; auf der Vierten Deutsche Kunstausstellung)
- Altstrehlen (1964, Öl, 65 × 100 cm)[4]
- Porträt Fritz Heckert (1967, Öl; auf der VI. Deutschen Kunstausstellung; Sächsischer Kunstfonds)

## Ausstellungen (unvollständig)

### Einzelausstellungen
- 1954: Güstrow
- 1964: Rostock
- 1965: Dresden, Glockenspielpavillon des Zwingers (mit Wilhelm Landgraf)
- 1969: Dresden, Kunstausstellung Kühl (mit Curt Querner)
- 1974: Berlin, Institut für baugebundene Kunst (Grafiken und Aquarelle)

### Teilnahme an zentralen und wichtigen regionalen Ausstellungen in der Sowjetischen Besatzungszone und der DDR
- 1947: Pirna, Haus der Jugend („1. Kunstausstellung des Kreises Pirna“)

- 1951/1952: Berlin, Museumsbau am Kupfergraben („Künstler schaffen für den Frieden“)
- 1953 bis 1973: Dresden, Dritte Deutsche Kunstausstellung bis VII. Kunstausstellung der DDR
- 1968: Halle/Saale, Staatliche Galerie Moritzburg („Sieger der Geschichte. Die Arbeiterpersönlichkeit in der bildenden Kunst der Deutschen Demokratischen Republik“)
- 1971: Berlin, Altes Museum, Das Antlitz der Arbeiterklasse in der bildenden Kunst der DDR
- 1972: Dresden, Bezirkskunstausstellung
- 1974: Dresden, Albertinum, Zeichnungen in der DDR
- 1989: Berlin, Akademie-Galerie im Marstall („Bauleute und ihre Werke. Widerspiegelungen in der bildenden Kunst der DDR“)

## Ehrungen
- 1951: I. Preis der Internationalen Kunstausstellung zu den 3. Weltfestspielen der Jugend und Studenten in Berlin

- 1968: Martin-Andersen-Nexö-Kunstpreis